# Lista de personagens exclusivos do anime de Saint Seiya
Este artigo compreende uma lista de personagens que não existem no mangá Saint Seiya (Os Cavaleiros do Zodíaco) de Masami Kurumada e são encontrados apenas em sua adaptação para anime, portanto, permanecem fora do cânone do universo ficcional. O autor de Saint Seiya, Kurumada, não estava envolvido em seu processo de criação, design ou conceituação e, embora esses personagens tivessem uma participação no enredo até certo ponto, eles agora foram retransmitidos da continuidade da adaptação do anime para mantê-lo mais próximo do mangá de Kurumada. Eles variam de personagens secundários de apoio a várias facções aliadas ou antagônicas.

## Cavaleiros de Aço
Cavaleiros de Aço (鋼鉄聖闘士, Suchīru Seinto)
Voz de: Shigeru Nakahara (Shō), Mie Suzuki (Daichi), Hōchū Ōtsuka (Ushio) (Japonês), Fábio Moura/Vagner Fagundes (Sho), Carlos Eduardo/Fábio Tomazini/Fábio Lucindo (Daichi), Paulo Porto/Rodrigo Andreatto (Ushio) (Português)
A Armadura de Aço dos Cavaleiros de Aço (鋼鉄聖闘士, Suchīru Seinto) foram criadas por Dr. Asamori, que foi apoiado no início por Mitsumasa Kido. Ao contrário dos outros Cavaleiros, os poderes dos Cavaleiros de Aço vêm de suas armaduras robóticas e não de seu Cosmo. Como eles não existem no mangá de Kurumada, eles foram adicionados ao arco dos Cavaleiros de Prata, antes dos Cavaleiros de Bronze viajarem para o Santuário na Grécia. Daichi (大地) veste a Armadura da Terra (ランドクロス, Rando Kurosu, Armadura de Raposa), que é capaz de gerar terremotos. Ushio (潮) veste a Armadura do Mar (マリンクロス, Marin Kurosu, Armadura de Dourado) que é capaz de produzir ondas sonoras. Shō (翔) possui a Armadura do Céu (スカイクロス, Sukai Kurosu, Armadura de Tucano), que tem o poder de "ondas do céu", a capacidade de absorver as explosões e ataques da técnica de um inimigo do ar.

## Cavaleiros Fantasmas
Cavaleiros Fantasmas (幽霊聖闘士, Gōsuto Seinto)
Voz de: Kazumi Tanaka (Crag), Hideyuki Tanaka (Dolphin), Masato Hirano (Sea Serpent), Chiyoko Kawashima (Geist) (Japonês), Cassius Romero/Ricardo Sawaya (Medusa), Fábio Tomasini/Luiz Laffey (Golfinho), Paulo Porto/Marcelo Pissardini (Serpente Marinha), Zaira Zordan (Geist) (Português)
Os Cavaleiros do Caribe ou Cavaleiros Fantasmas são um grupo de caçadores de recompensas desonestos vindos da Ilha do Espectro. Eles eram conhecidos como Medusa (クラッグ聖闘士, Kuraggu Seinto), Serpente Marinha (シーサーペント聖闘士, Shīsāpento Seinto) e Golfinho (ドルフィン聖闘士, Dorufin Seinto), e foram liderados pelo protegido de Shaina, Geist (ガイスト, Gaisuto). Eles foram enviados pelo Grande Mestre para recuperar a Armadura de Ouro, e nenhum deles conseguiu ou sobreviveu. Embora eles também sejam conhecidos coletivamente pelo nome alternativo de Cavaleiros Fantasmas, eles não devem ser confundidos com o quinteto de mesmo nome que aparece no primeiro lançamento teatral de Saint Seiya.

## Cavaleiros Negros
Trio Negro da Ilha da Rainha da Morte (デスクィーン暗黒スリー, Desu Kwīn Ankoku Surī)
Um trio de Cavaleiros Negros na Ilha da Rainha da Morte, subordinados a Jango, que tentou impedir Ikki de pegar a Armadura da Fênix. Seu design é inspirado nos Cavaleiros Negros desenhados por Masami Kurumada nos fundos do vol. 5 de seu mangá, bem como o evento em que participam.
Cavaleiro de Fênix Negro (暗黒鳳凰聖闘士, Ankoku Fenikkusu Seinto)
O equivalente a Ikki de Fênix entre os Cavaleiros Negros. Ao contrário das quatro sombras de Ikki, que eram de natureza aparentemente incorpórea, o Cavaleiro de Fênix Negro era de carne e osso, um subordinado de Jango, que, junto com ele e os Três Negros, tentaram matar Ikki de Fênix durante seu breve retorno à Ilha da Rainha da Morte, após a derrota de Algol de Perseu, Dante de Cérbero e Capella de Auriga. Fênix Negro caiu diante de Ikki, junto com seus companheiros, que sofreram o mesmo destino.

## Grande Mestre anterior
O Grande Mestre anterior (先代教皇, Sendai Kyōkō), o Grande Mestre legítimo e benevolente, que concedeu a Seiya a Armadura de Pégaso. Ele foi morto por Saga de Gêmeos para usurpar sua autoridade, que escondeu seu cadáver em Star Hill, onde permaneceu por mais de 10 anos. Disse ser o irmão mais novo do Grande Mestre antes dele, Shion de Áries. Embora os eventos em que ele participa sejam tirados diretamente do mangá de Kurumada, esse personagem não pode ser reconciliado com um equivalente devido a muitos aspectos conflitantes da história, como no trabalho de Kurumada, o Grande Mestre morto por Saga era Shion de Áries e o Grande Mestre que Seiya conhecia era o próprio Saga. Tal como acontece com todos os personagens apenas de anime, ele foi retransmitido da continuidade do anime com a adaptação do arco Hades do mangá de Kurumada.

## Servos do Grande Mestre Ares
Grande Mestre Ares (アーレス教皇, Āresu Kyōkō)
Voz de: Kazuyuki Sogabe (Japonês), Gilberto Barolli (Português)
A identidade dada a Saga de Gêmeos sob o disfarce do falso Grande Mestre do Santuário na adaptação do anime. No mangá de Kurumada, Saga, como o falso Grande Mestre, não é identificado pelo nome. Ares foi a força motriz por trás da corrupção do Santuário de Athena. Segundo o roteirista do anime de Saint Seiya, Takao Koyama, em entrevista, o nome Ares vem do filósofo grego Aristóteles (Grego: Aristotélēs, Japonês: アリストテレス Arisutoteresu).
Estratego Gigas (ギガース参謀長, Gigāsu Sanbōchō)
Voz de: Masaharu Satō (Japonês), Borges de Barros (Português)
Comandante de Tropas do Santuário, ele supervisionou a execução dos planos do Grande Mestre para recuperar a Armadura de Ouro de Sagitário.
Oficial Phaeton (パエトン参謀, Paeton Sanbō)
Voz de: Hirohiko Kakegawa (Japonês), Fábio Tomazini/César Marchetti (Português)
Assistente e tenente de Gigas. Nomeado para supervisionar o assassinato dos Cavaleiros de Bronze.

## Cavaleiros sem Constelação
Docrates (ドクラテス, Dokuratesu)
Voz de: Masaharu Satō (Japonês), Gilberto Barolli (Português)
Um Cavaleiro gigantesco sem categoria e constelação que é um capanga do falso Grande Mestre. Irmão de Cássio. Seu ataque principal foi chamado Punho de Hércules (ヘラクレス猛襲拳, Herakuresu Mōshū Ken). Segundo o roteirista do anime Saint Seiya, Takao Koyama, em entrevista, seu nome vem da palavra "doku" (毒, lit. "veneno"), e baseado no nome do filósofo grego clássico Sócrates (ソクラテス, Sokuratesu).
Cavaleiro de Fogo (炎熱聖闘士, Ennetsu Seinto)
Voz de: Ken Yamaguchi
Um Cavaleiro sem nome leal a Gigas e enviado pelo Grande Mestre para recuperar a Armadura de Ouro. Morto por Ikki de Fênix. Seu ataque principal foi chamado Pelo Poder do Fogo (ファイヤースクリュー, Faiyā Sukuryū).
Cavaleiro de Cristal (水晶聖闘士, Kurisutaru Seinto)
Voz de: Michihiro Ikemizu (Japonês), Fábio Tomazini (Português)
Introduzido pela primeira vez como o mestre de Hyoga de Cisne no anime (em oposição ao mangá, no qual Camus de Aquário era o mestre de Hyoga), e depois retransmitido. No anime, Camus era o mestre do Cavaleiro de Cristal. Sua Armadura se assemelha a um floco de neve quando não está sendo usada. Um Cavaleiro muito honrado e justo, o Cavaleiro de Cristal foi considerado uma ameaça pelo Grande Mestre Ares, que o forçou ao seu controle com a técnica Satã Imperial. Após uma batalha emocional com Hyoga, o Cavaleiro de Cristal tirou a própria vida para impedir que o Santuário conquistasse a Sibéria Oriental. Após sua morte, ele foi gradualmente substituído na adaptação do anime por Camus como mestre de Hyoga e quaisquer eventos relacionados a ele foram desconsiderados na continuidade para permanecer fiel ao mangá de Kurumada.
Spartan (スパルタン, Suparutan)
Voz de: Shigeru Chiba (Japonês), Carlos Silveira (Português)
Um Cavaleiro sem classificação e constelação e um dos capangas do Grande Mestre Ares enviado junto com Algol de Perseu e Shaina de Ofiúco para assassinar os Cavaleiros de Bronze. Ele falhou em sua missão.

## Cavaleiros de Prata exclusivos do anime
Albiore de Cefeu (ケフェウス星座のアルビオレ, Kefeusu no Arubiore)
Voz de: Keiichi Noda (Japonês), Orlando Viggiani (Português)
O equivalente animado de Daidalos de Cefeu do mangá de Kurumada. Mentor de Shun de Andrômeda e June de Camaleão. Embora sua formação e personalidade e os eventos que ele participa sejam idênticos aos descritos na obra de Kurumada, (exceto o fato de que ele lutou contra dois Cavaleiros de Ouro, ao contrário do mangá, no qual ele lutou apenas contra Afrodite de Peixes), o físico de Albiore, Aramdura e nome diferem daqueles do personagem original Daidalos do mangá.
Arachne de Tarântula (八分儀星座のアラクネ, Taranchura no Arakune)
Voz de: Ken Yamaguchi (Japonês), Marcelo Campos/Marcelo Pissardini (Português)
Um Cavaleiro de Prata sem constelação enviado pelo Santuário para recuperar a Armadura de Ouro. Morto por Seiya de Pégaso em Jamir. Seu nome é uma referência ao mito grego de Aracne, uma donzela que foi transformada em aranha depois de derrotar a Deusa Athena em um concurso de tecelagem. Nota: Na verdade, a Tarântula não é uma constelação, mas uma nebulosa.
Shiva de Pavão (孔雀星座のシヴァ, Pāvo no Shiva)
Voz de: Shigeru Nakahara (Japonês), Fábio Moura (Português)
Um Cavaleiro de Prata, discípulo de Shaka de Virgem junto com Aghora de Lótus. Ele tentou matar Ikki de Fênix na Ilha Canon. Como Shaka, Shiva era um adepto do budismo e dependia de cantos e orações Shingon para paralisar seus oponentes, enquanto executava seu ataque assassino Golpe dos Mil Braços (千手観音拳, Senju Shinon Ken), uma técnica de múltiplos golpes rápida como um raio. Embora ele próprio fosse um budista, Shiva não era um praticante da doutrina e dos preceitos pacíficos e misericordiosos de sua religião. Foi morto por Ikki de Fênix. Seu nome é uma referência ao deus hindu Shiva, e o pavão é uma referência a Mahamayuri.
Aghora de Lótus (蓮星座のアゴラ, Rōtasu no Agora)
Voz de: Takaya Hashi (Japonês), Sérgio Moreno (Português)
Um Cavaleiro de Prata, discípulo de Shaka de Virgem, enviado para a Ilha Canon para matar Ikki de Fênix. Da mesma forma que seu parceiro Shiva, Aghora contou com um estilo de luta baseado em cantos shingon do Sutra do Lótus, que se mostrou ineficaz contra o Cavaleiro de Fênix, que o matou. Seu nome é uma referência ao Aghori (sânscrito Aghora), asceta Shaiva sadhus no hinduísmo. Nota: ao contrário de "Pavo" (ou o Pavão), que é uma constelação, o "Lótus" é apenas um símbolo que é frequentemente usado em religiões como o hinduísmo e o budismo.

## Asgardianos de Odin
Os personagens Asgardianos aparecem apenas na adaptação do anime.
Odin (オーディーン, Ōdīn)
Voz de: Kenji Utsumi (Japonês), João Paulo Ramalho/Daoiz Cabezudo (Português)
O rei de Asgard e o deus nórdico encarnado. Sua essência está presa dentro das sete Safiras de Odin (オーディーン・サファイア, Ōdīn Safaia) mantidas dentro de suas vestes de Deus Guerreiro. Seu Robe de Odin (オーディーンローブ, Ōdīn Rōbu) só pode ser despertado com a energia das Safiras.
Hilda de Polaris (ポラリスのヒルダ, Porarisu no Hiruda)
Voz de: Mitsuko Horie (Japonês), Marli Bortoletto (Português)
Uma bela e poderosa jovem que é a representante de Odin na Terra e sacerdotisa de Asgard. Ela é possuída pelo Anel de Nibelungo (ニーベルンゲン・リング, Nīberungen Ringu) (controlado por Poseidon manipulado por Kanon, que é o General de Dragão Marinho) depois de rejeitar sua influência, e visa a dominação do mundo em nome de Odin. Sua irmã mais nova, Freya, entra em contato com Saori e pede ajuda a ela e aos Cavaleiros.
Saori rapidamente monta uma estratégia: ela tomará o lugar de Hilda temporariamente como aquela que reza para evitar o derretimento do Gelo Polar, enquanto os Cavaleiros de Bronze lutam contra os Guardiões de Hilda para alcançá-la. Hilda é finalmente libertada depois de lutar com Seiya, que despertou a Robe Divina de Odin e a lendária espada Balmung com todas as Safiras de Odin, e retorna ao seu eu gentil. Também é revelado que Poseidon trancou seu espírito no Anel de Nibelungo enquanto seu corpo era controlado por ele, torturando-a psicologicamente, já que ela só podia assistir seus guerreiros morrerem um por um.
Seu nome é uma referência a Brunilda, amante de Siegfried, que lhe deu o anel mágico Andvarinaut tirado do dragão Fafnir sem saber que o anel estava amaldiçoado.
Freya (フレア, Furea)
Voz de: Maria Kawamura (Japonês), Cláudia Carli (Português)
Irmã mais nova de Hilda de Polaris. Depois de ser a primeira pessoa (além de Alberich) que percebe a mudança drástica em sua irmã, ela procura Saori e seus Cavaleiros para obter ajuda, libertando Hyoga da prisão (ele havia sido enviado como batedor e depois capturado) e se juntando a ele, portanto ela é marcada como uma traidora. Ela ficou profundamente triste pela batalha, pois não queria que fosse entre Hagen de Merak e Hyoga de Cisne; que foi seu primeiro amigo (e possível interesse amoroso) entre os Cavaleiros de Bronze, e Hagen era seu guarda-costas e melhor amigo desde a infância.
Seu nome é uma referência à deusa Freya.

### Guerreiros Deuses de Odin
Odin tem um quadro de servos conhecido como Guerreiros Deuses (神闘士（ゴッドウォーリアー）, Goddo Wōriā). Eles usam armaduras conhecidas como Robes Divinas (神闘衣（ゴッドローブ）, Goddo Rōbu) com o tema de criaturas mitológicas da mitologia nórdica e com o nome das estrelas da Ursa Maior.
Siegfried de Dubhe, a Estrela Alfa (α星ドゥベのジークフリート, Arufa-sei Dube no Jīkufurīto)
Voz de: Akira Kamiya (Japonês), Tatá Guarnieri (Português)
Ele é considerado o guerreiro mais forte entre os Guerreiros Deuses e o segundo em comando depois de Hilda. Ele é muito leal a Hilda e parece ter sentimentos mais profundos por ela. No início, ele não acredita nos Cavaleiros quando lhe dizem que Hilda está sendo controlada pelo Anel de Nibelungo. No entanto, depois que o General Marina de Poseidon, Sorento de Sirene, chegou e disse a verdade, ele mudou de lado e se sacrificou para matar Sorento de Sirene (embora se acreditasse que Sorento havia morrido, ele realmente sobreviveu e retornou para Poseidon). Sua armadura se assemelha ao dragão Fafnir. Ele é comentado como "invulnerável", da mesma forma que o lendário herói nórdico Siegfried, uma das razões pelas quais ele é considerado o Guerreiro Deus mais forte. Ele compartilhou uma fraqueza comum com Shiryu, ou seja, a exposição da localização de seu coração, durante um ataque. É uma fraqueza comum que todos os Cavaleiros (que carregam um dragão em suas vestes) compartilham.
Hagen de Merak, a Estrela Beta (β星メラクのハーゲン, Bēta-sei Meraku no Hāgen)
Voz de: Bin Shimada (Japonês), Cassius Romero (Português)
Desde a infância, ele viveu no Palácio Valhalla treinando nos picos das montanhas frias e cavernas vulcânicas em Asgard com o objetivo de proteger Hilda e Freya. Com ciúmes do relacionamento de Hyoga com Freya, Hagen lutou contra ele, mas foi derrotado pela explosão congelante da Execução Aurora.
Seu Robe Divina se assemelha a Sleipnir, o cavalo de oito patas de Odin, e seu nome é uma referência a Hagen, o matador de Siegfried, que matou o herói durante uma caçada, ferindo-o na única parte de seu corpo que não era invulnerável.
Thor de Phecda, a Estrela Gama (γ星フェクダのトール, Ganma-sei Fekuda no Tōru)
Voz de: Yūsaku Yara (Japonês), Carlos Campanile (Português)
Thor era um pobre aldeão de Asgard que roubava riquezas dos ricos e dava aos pobres, semelhante a Robin Hood. Em algum momento, porém, ele foi gravemente ferido pelos guardiões do Palácio Valhalla quando tentou caçar perto do Palácio. Quase morrendo, ele é perdoado e curado pela sacerdotisa de Odin, Hilda de Polaris, apesar de suas palavras duras sobre seu reinado. Desde que sentiu seu Cosmo puro e caloroso, e se comoveu com a frustração de Hilda por não poder ajudar a todos em Asgard apesar de ser a sacerdotisa de Odin, Thor jurou protegê-la como seu guardião.
Apesar de perceber que o Cosmo de Hilda havia mudado, ele lutou contra os Cavaleiros de Athena esperando que ela voltasse a ser a pessoa gentil que já foi. Ele até jogou um de seus machados de mão contra Saori, e quando ela o devolveu com seu Cosmo, ele elogiou sua força. Finalmente, ele pediu a Seiya para resgatar Hilda depois de ser derrotado.
Sua armadura se assemelha a Jörmungandr, a serpente marinha, que enfrentou o deus nórdico Thor na Batalha de Ragnarök.
Alberich de Megrez, a Estrela Delta (δ星メグレスのアルベリッヒ, Deruta-sei Meguresu no Aruberihhi)
Voz de: Shigeru Nakahara (Japonês), Sérgio Moreno (Português)
Descendente de uma renomada família de guerreiros e estudiosos em Asgard, Alberich era famoso por sua inteligência e astúcia, bem como por seu coração frio; seus próprios companheiros guerreiros não confiavam nele, e a própria Hilda lhe dava sermões com frequência. Ele foi a única testemunha da posse de Hilda pelo Anel de Nibelungo de Poseidon; aproveitando esta guerra, ele planejava conquistar o mundo. Ele derrotou muitos dos Cavaleiros de Athena (incluindo Marin de Águia), envolvendo vários deles em ametistas gigantes sugadores de vida; no entanto, Shiryu, com a ajuda de seu mestre Dohko, finalmente o derrotou. Ele era um dos guerreiros mais perspicazes e astutos, pois podia ter a natureza lutando por ele e usava sua inteligência para evitar lutar.
Sua Robe Divina se assemelha a pedras preciosas do tesouro dos Nibelungos que Alberich (o chefe dos Nibelungos) guarda.
Fenrir de Alioth, a Estrela Épsilon (ε星アリオトのフェンリル, Ippushiron-sei Arioto no Fenriru)
Voz de: Toshihiko Seki, Naoko Watanabe (crinaça) (Japonês), Wendel Bezerra, Eleonora Prado/Thiago Keplmair (criança) (Português)
Fenrir era membro de uma das famílias mais poderosas e ricas de Asgard. Um dia, quando ele e sua família foram caçar, foram atacados por um urso. Ajudado por lobos e abandonado por humanos, passou a conviver com lobos adotando seu estilo de vida e odiando profundamente os humanos. Mais tarde, ele foi escolhido por Hilda como o Guerreiro Deus da Estrela Épsilon. Ele morreu lutando contra Shiryu quando uma avalanche caiu sobre ele e seus lobos.
Sua Robe Divina se assemelha ao de seu homônimo Fenrir, o filho lobo de Loki profetizado para trazer Ragnarök.
Syd de Mizar, a Estrela Zeta (ζ星ミザールのシド, Zēta-sei Mizāru no Shido)
Voz de: Yū Mizushima (Japonês), Sidney Lilla (Português)
Ele foi o primeiro Guerreiro Deus a ser introduzido no arco de Asgard. Ele foi enviado ao Santuário para 'declarar' guerra contra Athena. Ele derrotou Aldebaran de Touro com um golpe (mais tarde foi revelado que uma força oculta o ajudou). Então ele foi para o Japão para matar Athena, ele foi parado por Seiya e Shun, e ele voltou para seu país esperando que os Cavaleiros viessem lutar lá. Ele foi derrotado pela Tempestade Nebulosa de Shun no Palácio Valhalla. Antes de sua morte, foi revelado que ele sempre soube sobre seu irmão gêmeo, Bud de Alcor, e tanto ele quanto seus pais sempre se arrependeram de tê-lo abandonado, mas não puderam fazer nada a seu favor. Sua Robe Divina é o de um tigre dente de sabre.
Bud de Alcor, a Estrela Zeta (ζ星アルコルのバド, Zēta-sei Arukoru no Bado)
Voz de: Yū Mizushima (Japonês), Armando Tiraboschi/Luiz Antônio Lobue (Português)
Syd e Bud são gêmeos que nasceram em uma família muito rica em Asgard. Devido às superstições locais de que gêmeos trazem azar para a família, os pais de Bud foram forçados a abandonar o gêmeo mais velho, Bud. Um homem pobre o criou como seu próprio filho, até que um dia, durante a caça, Bud encontrou seu irmão gêmeo Syd e os pais que o abandonaram. Hilda fez dele um Guerreiro Deus das sombras, dizendo que ele substituiria Syd como o verdadeiro Guerreiro Deus somente quando Syd morresse. Ele tinha muito ódio contra seu irmão Syd por tudo isso; no entanto, depois de ser muito convencido por Ikki (incluindo com o Golpe Fantasma de Fênix), ele percebeu que todas as suas ações (ajudando Syd a derrotar Aldebaran, e mais tarde Shun quando Syd estava perdendo a batalha) se deviam ao fato de que ele amava muito seu irmão, mas não podia admitir. Ele então carregou o corpo de Syd para a nevasca, onde Bud presumivelmente morreu, desejando que ele e Syd pudessem ser irmãos novamente caso reencarnassem. Sua Robe Divina, como seu irmão, também é um tigre dentes de sabre.
Mime de Benetnasch, Estrela Eta (η星ベネトナーシュのミーメ, Ēta-sei Benetonāshu no Mīme)
Voz de: Yūji Mitsuya, Tomiko Suzuki (criança) (Japonês), Luiz Carlos de Moraes, Fátima Noya/Thiago Longo (criança) (Português)
Mime cresceu com seu pai Folker, um poderoso guerreiro que o treinou contra sua vontade, já que o próprio Mime queria ser músico. Um dia, Mime descobriu que Folker havia matado cruelmente seus verdadeiros pais; guiado por sua fúria e pela ostentação de Folker, ele o matou. Depois de derrotar Shun, que foi privado do uso de suas correntes, ele lutou contra Ikki.
No final desta batalha, Mime descobriu (ao ser atacado com o Golpe Fantasma de Fênix) que Folker realmente era um bom homem que matou os pais de Mime sem querer. Ele lutou contra o pai de Mime e o poupou quando descobriu que era casado, mas ele ainda tentou atacar e foi então que Folker o atingiu fatalmente em legítima defesa, a mãe de Mime tentou detê-los, mas era tarde demais e ambos morreram. Então, Folker ouviu o bebê Mime chorar em seu berço, e por culpa ele tomou Mime como seu filho. Em última análise, Folker realmente provocou Mime porque ele queria morrer pelas mãos de seu filho adotivo, para compensar o erro fatal que custou a Mime sua verdadeira família.
As últimas palavras de Mime para Ikki foram que ele desejava que em uma nova vida eles pudessem renascer e serem amigos.
A Robe Divina de Mime lembra a harpa pertencente a Bragi, o deus da poesia na mitologia nórdica acusado pelo deus Loki de ser o mais medroso de lutar entre os deuses, e seu nome é uma referência ao anão de Nibelungo, Mime, irmão de Alberich. Mime é um personagem do ciclo operístico Der Ring des Nibelungen de Richard Wagner, ele é o Nibelungo que forjou o amaldiçoado Anel de Nibelungo. O personagem é baseado em Regin, pai adotivo de Sigurd (Siegfried) e irmão de Fafnir.

## Outros personagens de apoio
Dr. Asamori (麻森博士, Asamori Hakase)
Voz de: Yasuo Muramatsu (Japonês), Gilberto Baroli (Português)
Criador das Armaduras mecânicas dos Cavaleiros de Aço, sob encomenda de Mitsumasa Kido.
Ohko (王虎, Pinyin: Wang-Hǔ)
{{small|Voz de: Kazuhiko Inoue, Seiko Nakano (criança) (Japonês), Paulo Celestino (adulto/criança), Diego Marques (criança) (Português)
Ohko era parceiro de treinamento de Shiryu de Dragão e rival amargo. Embora não seja um Cavaleiro, ele de alguma forma extraiu seus ataques do tigre, que na maioria dos mitos e lendas asiáticos é a contrapartida do dragão.
Jaki (ジャキ)
Voz de: Masaharu Satō (Japonês), Renato Master/Emerson Caperbat (Português)
Um ex-aprendiz de Cavaleiro que não conseguiu atingir seu objetivo, ele se voltou para uma vida de violência com a enorme força que conseguiu alcançar. Ele morre depois de cair de um penhasco tentando matar Marin de Águia.
Hayate (ハヤテ号, Hayate-gō)
Um cão policial inteligente que ajudou Seiya na busca da Armadura de Ouro.
Akira, Makoto, Tatsuya, e Mimiko (アキラ、マコト、タツヤとミミ子, Akira, Makoto, Tatsuya to Mimiko)
Voz de: Yumi Tōma (Akira), Noriko Uemura (Makoto), Michiyo Yanagisawa (Tatsuya), Yumiko Shibata (Mimiko) (Japonês), Angélica Santos (Akira), Fátima Noya (Makoto), Sérgio Rufino/Thiago Longo/Bruno Camargo (Tatsuya), Carol Sodré (Mimiko) (Português)
Crianças pequenas, colegas órfãos e admiradores de Seiya de Pégaso na Orfanato Os Filhos das Estrelas, onde cresceram juntos. Embora sua aparência seja baseada em órfãos não identificados que aparecem no mangá de Kurumada, seus nomes são revelados apenas na adaptação do anime. Eles também aparecem em alguns dos lançamentos teatrais de Saint Seiya.
Leda e Spica (レダとスピカ, Reda to Supika)
Voz de: Kazumi Tanaka, Masami Kikuchi (Japonês), Paulo Celestino/Marli Bortoletto/Sérgio Corsetti, Mário Vilela/Silvio Giraldi (Português)
São aprendizes de Albiore de Cefeu e ex-parceiros de treinamento de Shun de Andrômeda. Seus nomes referem-se a Spica e Leda. Referências disso podem ser encontradas na Armadura e nas correntes que ambos usam.
Helen e Idoso (エレーネと長老, Erēne to Chōrō)
Voz de: Masako Miura, Jōji Yanami (Japonês), Melissa Garcia, Desconhecido (Português)
Uma jovem e um homem idoso da Ilha Canon, cujas vidas foram ameaçadas pela fúria de Aghora de Lótus e Shiva de Pavão, salvos por Ikki de Fênix.
Europa (エウローペー, Eurṓpē)
Voz de: Ryō Hirohashi (Japonês), Flora Paulita (Português)
A única personagem original de anime adicionada na adaptação do arco Hades para anime. Uma garota da vila de Rodorio, aparentemente romanticamente interessada em Aldebaran de Touro.

## Ler também
- Lista de personagens de Saint Seiya